# Tonosí
Tonosí is een plaats en gemeente (in Panama un distrito genoemd) in de provincie Los Santos in Panama. In 2015 was het inwoneraantal 10.200.
De gemeente bestaat uit devolgende elf deelgemeenten (corregimiento): Tonosí (de hoofdplaats, cabecera), Altos de Güera, Cambutal, Cañas, El Bebedero, El Cacao, El Cortezo, Isla de Cañas (sinds 2003), Flores, Guánico en Tronosa.